# 森井啓允
森井 啓允（もりい ひろみつ、1984年（昭和59年）- ）は、日本の実業家。株式会社なんでもドラフトの創業者兼代表取締役CEO。

## 人物
福岡県出身。早稲田大学教育学部社会科学専修卒業。新卒でTBSテレビに入社し、報道関連を中心に担当。2011年にTBSを退職し、アメリカで唯一メディア専門のMBAプログラムを持つMetropolitan College of New Yorkに入学。MBA修了後、2012年9月にソフトバンクに入社し、法人営業や事業開発を担当。2014年度のソフトバンクグループ全社における新規事業最優秀賞を獲得。2017年4月より、オープンハウスのCIO(Chief Innovation Officer)としてシリコンバレーで新規事業開発を担当。2019年8月、なんでもドラフトを創業。